# Chiloscyphus perpusillus
Chiloscyphus perpusillus là một loài rêu tản trong họ Lophocoleaceae. Loài này được (Hook. f. & Taylor) J.J. Engel miêu tả khoa học lần đầu tiên năm 1992.